# Dompierre-sur-Veyle
Dompierre-sur-Veyle ist eine französische Gemeinde mit 1.225 Einwohnern (Stand: 1. Januar 2022) im Département Ain in der Region Auvergne-Rhône-Alpes. Sie gehört zum Kanton Ceyzériat im Arrondissement Bourg-en-Bresse. Die Einwohner werden Dompierrois genannt.

## Geographie
Die Gemeinde Dompierre-sur-Veyle liegt etwa 15 Kilometer südlich der Präfektur Bourg-en-Bresse im südlichen Teil der historischen Provinz Bresse. Der Fluss Veyle durchquert die Gemeinde. Nachbargemeinden von Dompierre-sur-Veyle sind Lent im Westen und Norden, La Tranclière im Nordosten, Druillat im Osten, La Tranclière im Süden sowie Péronnas im Westen.

## Bevölkerungsentwicklung
| Jahr                       | 1962 | 1968 | 1975 | 1982 | 1990 | 1999 | 2006 | 2013 | 2021 |
| Einwohner                  | 705  | 662  | 632  | 745  | 828  | 968  | 1147 | 1175 | 1207 |
| Quellen: Cassini und INSEE |      |      |      |      |      |      |      |      |      |

## Sehenswürdigkeiten
- Château de Belvey, Burg aus dem 12. Jahrhundert, errichtet für die Familie Juys, im 19. Jahrhundert restauriert

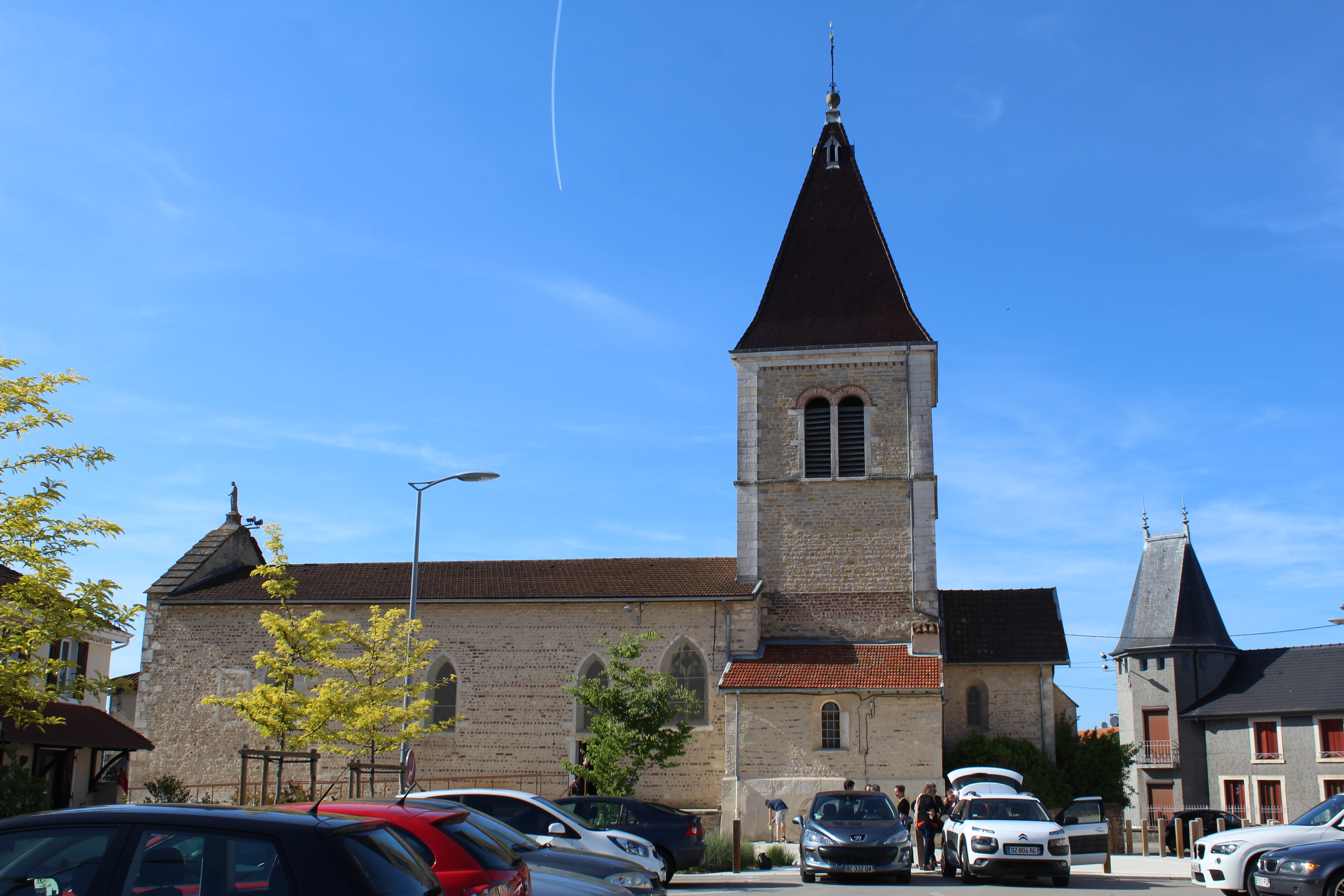
Kirche Saint-Maurice
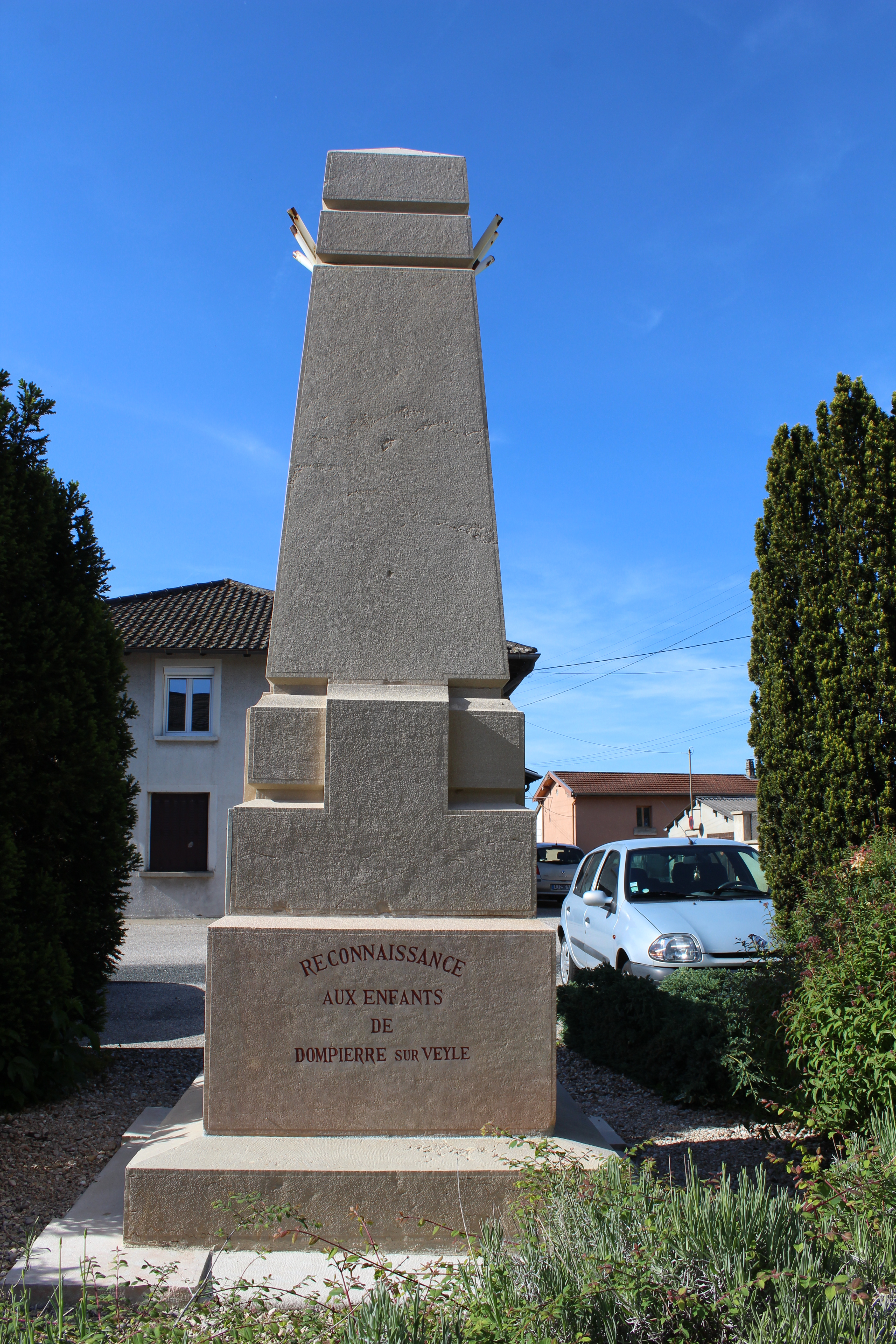
Gefallenendenkmal

- Kirche Saint-Maurice
- Gefallenendenkmal

## Persönlichkeiten
- Eugénie Brazier (1895–1977), Küchenchefin, in Dompierre-sur-Veyle aufgewachsen